# فانكية
الفانكيّة (الاسم العلمي: Vangidae) (من فانكا، الاسم الملغاشي للفانكا خطافية المنقار، فانكا كورفيروسستريس)، فصيلة طيور تتألف من مجموعة من الطيور متوسطة الحجم غالبًا ما تشبه الصرد والمنتشرة من آسيا إلى إفريقيا، بما في ذلك فانكيات مدغشقر التي سميت الفصيلة عليها. صُنفت العديد من الأنواع في هذه الفصيلة سابقًا في أماكن أخرى والآن ضُمت إلى فصائل أخرى. أتاحت التقنيات الجزيئية الحديثة تصنيف هذه الأنواع ضمن الفانكية، وبالتالي حُلت العديد من الألغاز التصنيفية. تشتمل الفصيلة على 40 نوعًا مقسمة إلى 21 جنسًا.